# بلدية صفوى
بلدية صفوى هي بلدية تتبع بلدية محافظة القطيف بمدينة صفوى، بالمنطقة الشرقية، للمملكة العربية السعودية. وهي الجهة المسؤولة عن تقديم الخدمات البلدية التي تشمل خدمات الأراضي والمنح والمخططات، والتشييد والبناء، والرخص المهنية، والعقار والاستثمار، وخدمة المجتمع لمدينة صفوى.

## التأسيس
تأسست بلدية صفوى مع بقية توابع بلدية محافظة القطيف سنة 1344هـ.
وكانت وقتها تضم من صفوى شمالاً حتى سيهات جنوباً. ومع التطور العمراني للقرى، تم إنشاء ست بلديات ذات ميزانيات مستقلة. وفي عام 1402هـ ضمت هذه البلديات الست في بلدية واحدة تحت اسم بلدية منطقة القطيف المصنفة تحت الفئة (أ). وفي عام 1407هـ تم دمج بلدية منطقة القطيف إدارياً ومالياً وبكامل تشكيلاتها الإدارية بأمانة مدينة الدمام وأصبحت ميزانيتها مدمجة مع الأمانة. في نهاية عام 1428هـ تم فصل البلدية إدارياً ومالياً وبكامل تشكيلاتها الادارية، وأصبحت ميزانيتها مرتبطة بوزارة الشئون البلدية والقروية.

## الأحياء التابعة لها
- الأوجام.
- أم الساهك.
- حي العروبة
- حي البدور
- حي الخترشية
- حي الدريدي.
- حي المنار
- حي الرحاب
- حي النهضة
- حي الروابي
- الحزم ( أم الساهك )
- حزم ( صفوى )
- ابو معن
- حي المصيف
- حي الفيحاء
- الشورى
- الربوه
- المروه

## مهام البلدية
- مهام قسم إصدار الرخص والشهادات الصحية.
- مهام قسم إصدار رخص المباني.
- مهام قسم إصدار رخص الحفريات.
- مهام قسم أعمال الوقاية الصحية.
- مهام قسم مراقبة البناء.
- مهام قسم مراقبة خدمات المرافق البلدية.
- مهام قسم مراقبة الأسواق التجارية.
- مهام قسم حماية المسطحات الخضراء.
- مهام قسم مراقبة المواد الغذائية.

## أنشطة ومشاريع البلدية
- إنشاء الملاعب الرياضية.
- إنشاء وصيانة وتنظيف الحدائق العامة.
- صيانة الطرق والشوارع.
- تصريف السيول.
- الرصف والإنارة والتشجير.
- الأنفاق.
- تنظيف الأراضي الفضاء.

## وصلات خارجية
- موقع بلدية محافظة القطيف الرسمي.
- نموذج التواصل مع بلدية محافظة القطيف.
- بوابة الخدمات الإلكترونية لبلدية محافظة القطيف.
- ألبوم صور بلدية محافظة القطيف.
- أخبار المجلس البلدي.